# Los sueños de Tay-Pi
Los sueños de Tay-Pi es una película de animación española dirigida por Franz Winterstein y por José María Blay. Se estrenó en el cine «Avenida de la Luz de Barcelona» el 22 de diciembre de 1952.
Productor de la primera película de animación europea a color, Garbancito de la Mancha (1945) y su secuela Alegres vacaciones (1948), José María Blay, aunque también figura en los créditos como director, intenta hacer una tercera película y le encarga la realización a un desconocido austríaco, Franz Winterstein, que llegó a España con una compañía de teatro llamada Los vieneses. Con la primera variedad de espectáculos de la televisión española (TVE), los nombres de los directores de esta empresa, Artur Kaps y Franz Johan, son conocidos en todo el país. Ellos son los que componen las canciones de la película, las cuales se añaden a la música de Augusto Algueró. Pero la película fue un fracaso comercial.